# Da vẽ nổi
Da vẽ nổi (tiếng Anh: dermatographism,dermographism, dermatographic urticaria hay skin writing) là một rối loạn chức năng da thường gặp ở 2-5% dân số và là một trong những loại phổ biến nhất của mề đay, da người bệnh bị nổi hằn lên và bị viêm khi vuốt ve, gãi, cọ xát, hoặc tát (mề đay vật lý).

## Triệu chứng
Các triệu chứng xuất hiện bởi các tế bào mast ở bề mặt da tự sản xuất histamine mà không cần sự hiện diện của bất kỳ loại kháng nguyên nào, làm cho vùng da chịu ảnh hưởng bị sưng lên.

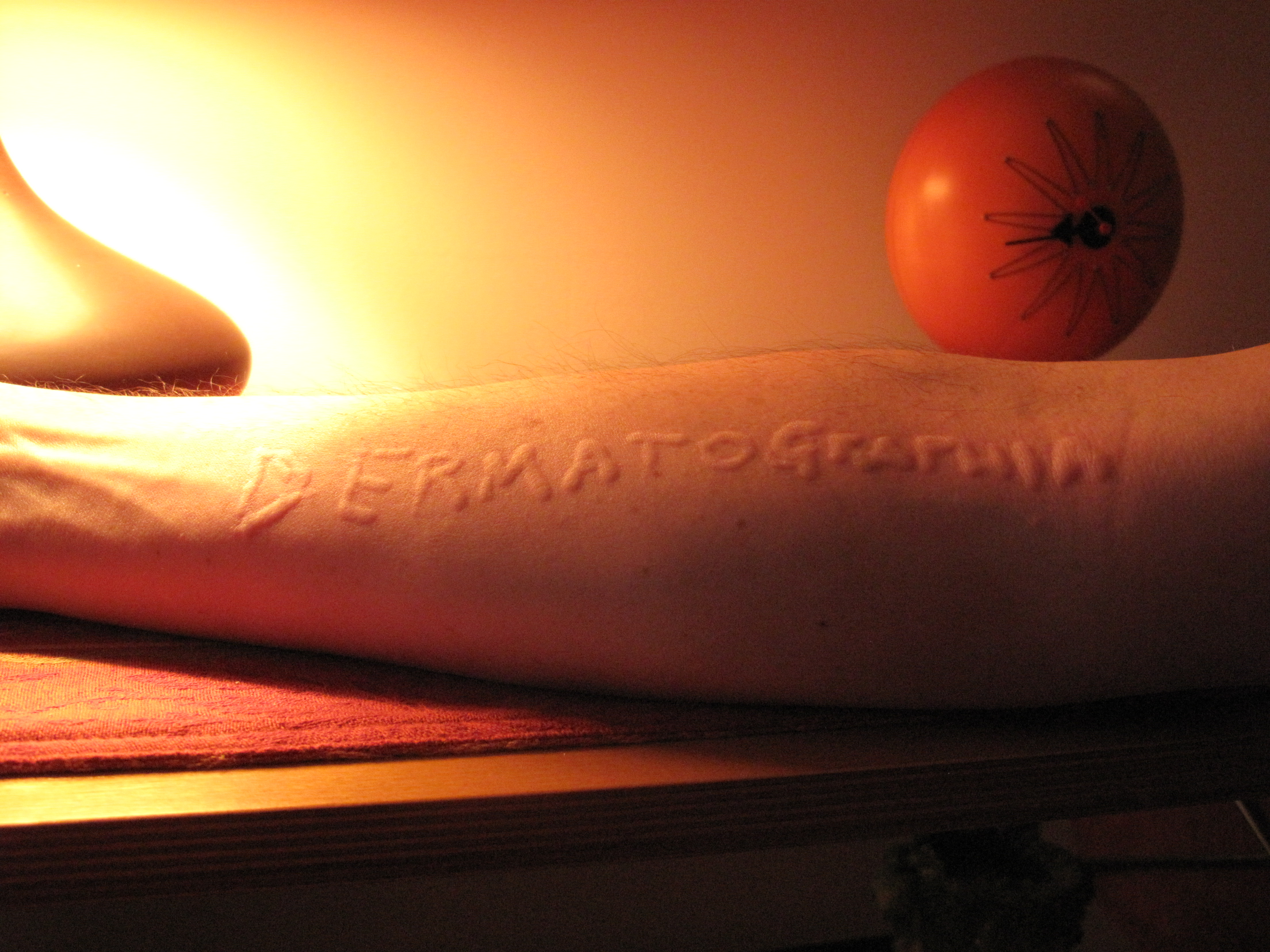
Ảnh tự minh họa của da vẽ nổi

Do lớp màng bao bọc xung quanh tế bào mast bị yếu, do đó dễ dàng bị phá vỡ nhanh chóng dưới áp lực vật lý và gây ra một phản ứng dị ứng, thường có thể bị nhầm lẫn với một phản ứng dị ứng xảy ra do các kháng nguyên bên ngoài. Những mảng mề đay xuất hiện trong vòng vài phút, kèm theo cảm giác rát, và ngứa. Vùng da bị tác động kích thích trực tiếp (như cào hoặc trầy xước) sẽ nổi mề đay và có thể dẫn đến các vùng da khác trên cơ thể không bị kích thích cũng bị dị ứng, những triệu chứng này sẽ biến mất trong vòng 15-30 phút mà không cần điều trị, nhưng trong một số trường hợp, ngứa đỏ có thể kéo dài từ vài giờ đến vài ngày.

## Nguyên nhân
Khoa học chưa giải thích được nguyên nhân gây nên chứng vẽ nổi da, bệnh có thể kéo dài nhiều năm và có thể tự khỏi mà không cần chữa trị. 95% các trường hợp mãn tính không thể giải quyết triệt để được, đôi khi bệnh tự khỏi, đôi khi bị suốt đời. Đây không phải là một căn bệnh đe dọa cuộc sống và cũng không lây nhiễm.
Các triệu chứng có thể bị gây ra bởi stress, quần áo quá chật hoặc cọ xát, đồng hồ, mắt kính, hôn, nóng, lạnh. Thường thì bệnh chỉ gây những phiền toái nhỏ, tuy nhiên có một vài trường hợp nghiêm trọng có thể ảnh hưởng đến cuộc sống của bệnh nhân.

## Điều trị
- Có thể điều trị bằng thuốc kháng histamine, giúp ngăn chặn các histamine gây ra phản ứng dị ứng.[4][5]
- Không tắm bằng nước nóng hoặc vòi sen có thể làm giảm các triệu chứng.
- Châm cứu và thảo dược của Trung Quốc từ lâu đã được dùng để điều trị mề đay ở châu Á.[6][7][8]

## Dịch tễ học
- Tần suất: Chứng da vẽ nổi là dạng thường gặp nhất của mề đay vật lý, gặp ở 2-5% dân số, có thể xuất hiện cùng với các dạng mề đay khác. Tỷ lệ mắc bệnh tăng lên khi mang thai (nhất là mang thai lần thứ hai), tiền mãn kinh, cơ địa dị ứng và bệnh nhân bị bệnh Behçet.
- Chủng tộc: không thấy sự ưu thế về chủng tộc.
- Giới: có nghiên cứu thấy trẻ em gái bị bệnh nhiều hơn so với trẻ trai.
- Tuổi: gặp ở bất kỳ lứa tuổi nào, thường gặp nhất ở tuổi 20 và 30.